# Ninja Tuna
Ninja Tuna é o quarto álbum de estúdio do produtor musical britânico Andrew "Mr. Scruff" Carthy, lançado em 6 de outubro de 2008 através do selo pessoal de Carthy, Ninja Tune.
A faixa "Kalimba", uma canção pop rock com sintetizadores e influências de jazz, eletrônica e dance pop, foi selecionada pela Microsoft como a música de amostra do Windows 7 para demonstrar o novo Windows Media Player.[carece de fontes?]
Uma compilação de faixas do álbum intitulada "Bonus Bait" foi lançada no ano seguinte.

Em 2009, recebeu uma certificação de prata da Associação de Empresas de Música Independente, que indicou vendas de pelo menos 30.000 cópias em toda a Europa.
| Críticas profissionais | Críticas profissionais |
| Avaliações da crítica  | Avaliações da crítica  |
| Fonte                  | Avaliação              |
| ---------------------- | ---------------------- |
| The A.V. Club          | B-                     |
| Gigwise                | [ 3 ]                  |

## Faixas
Todas as faixas são escritas por Mr. Scruff.

Todas as músicas escritas e compostas pelo Sr. Scruff.
| N.º | Título                                      | Duração |  |
| 1.  | "Test the Sound"                            | 1:40    |  |
| 2.  | "Music Takes Me Up (feat. Alice Russell)"   | 5:27    |  |
| 3.  | "Donkey Ride (featuring Quantic)"           | 5:12    |  |
| 4.  | "Hairy Bumpercress"                         | 6:30    |  |
| 5.  | "Whiplash"                                  | 5:59    |  |
| 6.  | "Nice Up the Function (feat. Roots Manuva)" | 3:54    |  |
| 7.  | "Bang the Floor (feat. Danny Breaks)"       | 3:41    |  |
| 8.  | "Get on Down"                               | 5:53    |  |
| 9.  | "Hold On (feat. Andreya Triana)"            | 5:03    |  |
| 10. | "Give Up to Get"                            | 6:44    |  |
| 11. | "Kalimba"                                   | 5:50    |  |
| 12. | "This Way (feat. Pete Simpson)"             | 5:31    |  |
| 13. | "Stockport Carnival"                        | 5:29    |  |

## Pessoal
- Mr. Scruff (Andrew Carthy) – todos os instrumentos, produção
- Alice Russell – vocais (2)
- Quantic (Will Holland) – vocais (3)
- Roots Manuva (Rodney Hylton Smith) – vocais (6)
- Danny Breaks (Daniel Whidett) – vocais (7)
- Andreya Triana – vocais (9)
- Pete Simpson – vocais (12)